# ویلفرد موک

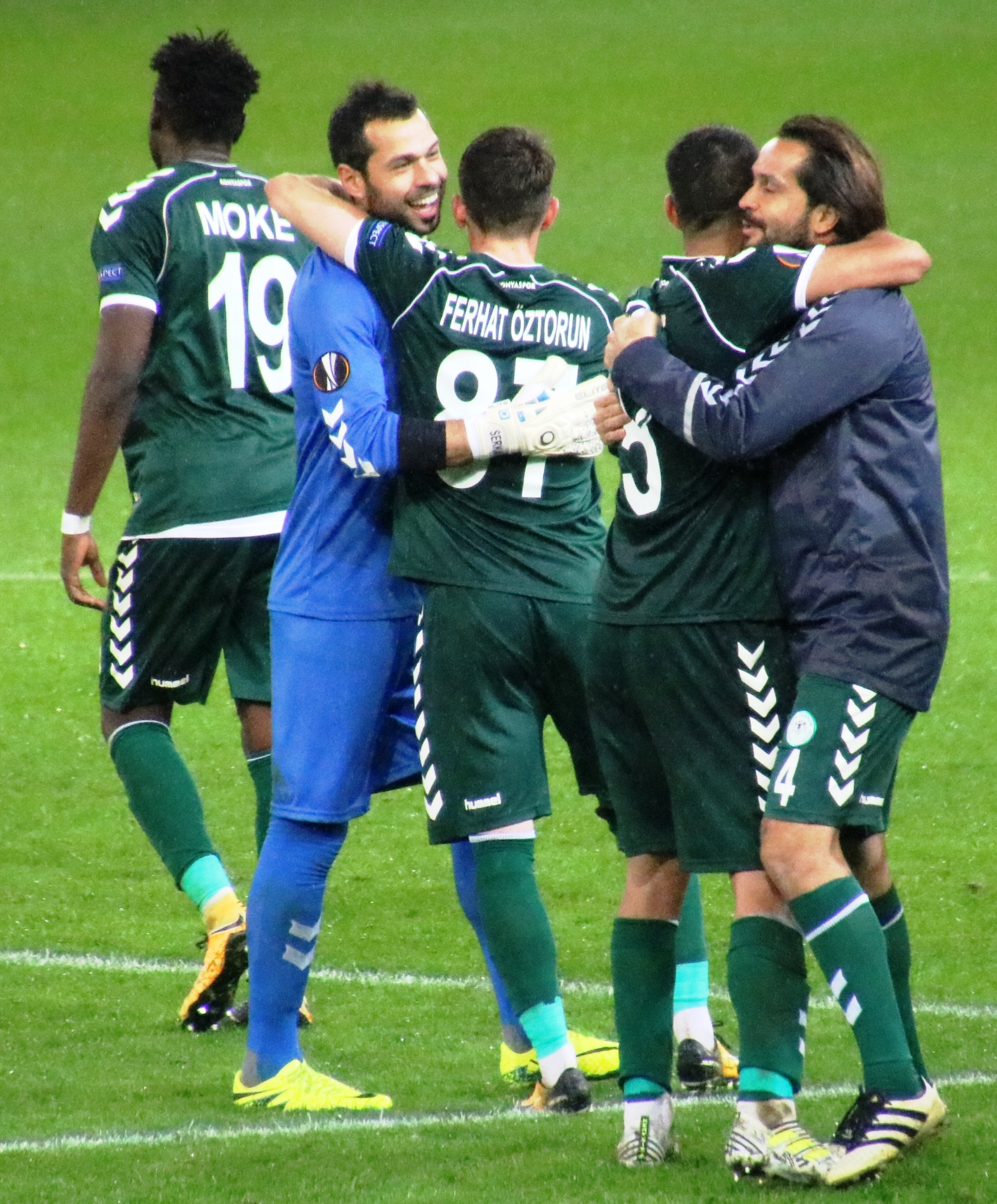
ویلفرد موک با شماره پیراهن ۱۹

ویلفرد موک (انگلیسی: Wilfred Moke؛ زادهٔ ۱۲ فوریهٔ ۱۹۸۸) بازیکن فوتبال اهل فرانسه است.
از باشگاه‌هایی که در آن بازی کرده‌است می‌توان به باشگاه فوتبال استوا بخارست، باشگاه فوتبال قونیه‌اسپور، باشگاه فوتبال کادیس، و باشگاه فوتبال راپید بخارست اشاره کرد.
وی همچنین در تیم ملی فوتبال جمهوری کنگو بازی کرده‌است.